# Општина Сервија
Општина Сервија (грч. Δήμος Σερβίων, Димос Сервион) је општина у Грчкој у Кожанском округу, периферија Западна Македонија. Административни центар је град Сервија. По подацима из 2021. године број становника у општини је био 9.467.

## Насељена места
Општина Сервија је формирана 2019. године одвајањем од бивше општине Сервија-Велвендо.
- Општинска јединица Камбуница: Трановалто, Елати, Лазарадес, Микровалто, Фрурио.
- Општинска јединица Мокро: Мокро.
- Општинска јединица Сервија: Сервија, Авлес, Авра, Ватилакос, Гулес, Имера, Кастанија, Кранидија, Кувуклија, Лабаница, Лефкара, Месијани, Метаксас, Нераида, Нова Лава, Нова Кастанија, Платаноревма, Просилио, Рахово, Родитис, Тригонико.